# رود تسورو
رود تسورو (به لاتین: Tsuru River) یک رود در ژاپن است که در استان یاماناشی واقع شده‌است.